# ميتي غازوز
ميتي غازوز (مواليد 8 يونيو 1999) هو نبال تركي،فاز بذهبية أولمبياد 2020.